# David Bellion
Pour les articles homonymes, voir Bellion.
David Bellion, né le 27 novembre 1982 à Sèvres, est un footballeur franco-sénégalais, professionnel jusqu'en 2016, qui évolue au poste d'attaquant dans les années 2000-2010.
Après être parti très jeune de l’AS Cannes, David Bellion s'est fait connaître en évoluant à Sunderland et surtout à Manchester United, oú il parviendra à marquer en Champions League. Il se relance à l'OGC Nice avant de rejoindre les Girondins de Bordeaux où il y restera sept saisons et y garnira son palmarès, avec un nouveau passage à Nice en 2011, sous forme de prêt. 

## Biographie

### Enfance et formation
Né en région parisienne, David Bellion déménage à Cannes lorsqu'il à trois ans où il grandit avec sa mère et son beau-père.
Formé à l'AS Cannes, David Bellion est finaliste du championnat de France des moins de 15 ans en 1998. Repéré alors qu'il évolue en équipe réserve, il quitte la France inconnu à dix-huit ans en juillet 2001 pour s'engager avec Sunderland, alors que le club cannois vient d’être relégué en National et risque la perte de son centre de formation.

### Carrière en Angleterre
David Bellion a signé son premier contrat professionnel à l'été 2001 avec le club anglais de Sunderland en Premier League après avoir refusé des offres de clubs français. En 2002-2003, Sunderland est relégué. Cet attaquant puissant auteur d’un but en vingt matches est suivi par Fulham, Liverpool Chelsea ou encore le PSG. Mais David Bellion est remarqué par Sir Alex Ferguson et, à l'été 2003, il signe un contrat avec Manchester United de 2 millions de livres sterling (2,5 millions d'euros). L'entraîneur écossais dit alors du Français : « C'est un jeune avec un immense potentiel et qui fera partie de l’avenir du club ».
La première année, Bellion n’est presque jamais titulaire, et l’arrivée de Louis Saha en janvier 2004 lui complique la tâche. Même chose l’année suivante : une fois titulaire en dix matches de championnat, son influence demeure très limitée. Le 12 mai 2005, lors de la finale des réserves du championnat anglais avec Manchester, il se fracture la jambe avec arrachement des ligaments de la cheville.
Bellion est prêté à l'été 2005 à West Ham sur les conseils d'Alex Ferguson, où il arrive toujours blessé. Les Hammers viennent de remonter en Premier League et obtiennent de bons résultats rapidement avec les joueurs de la montée. « Moi, je suis arrivé là-bas blessé, et forcément il a été difficile de me faire une place ». Parti de MU à West Ham pour jouer, ce qui n'est pas le cas, il demande à écourter son prêt.

### Carrière en France

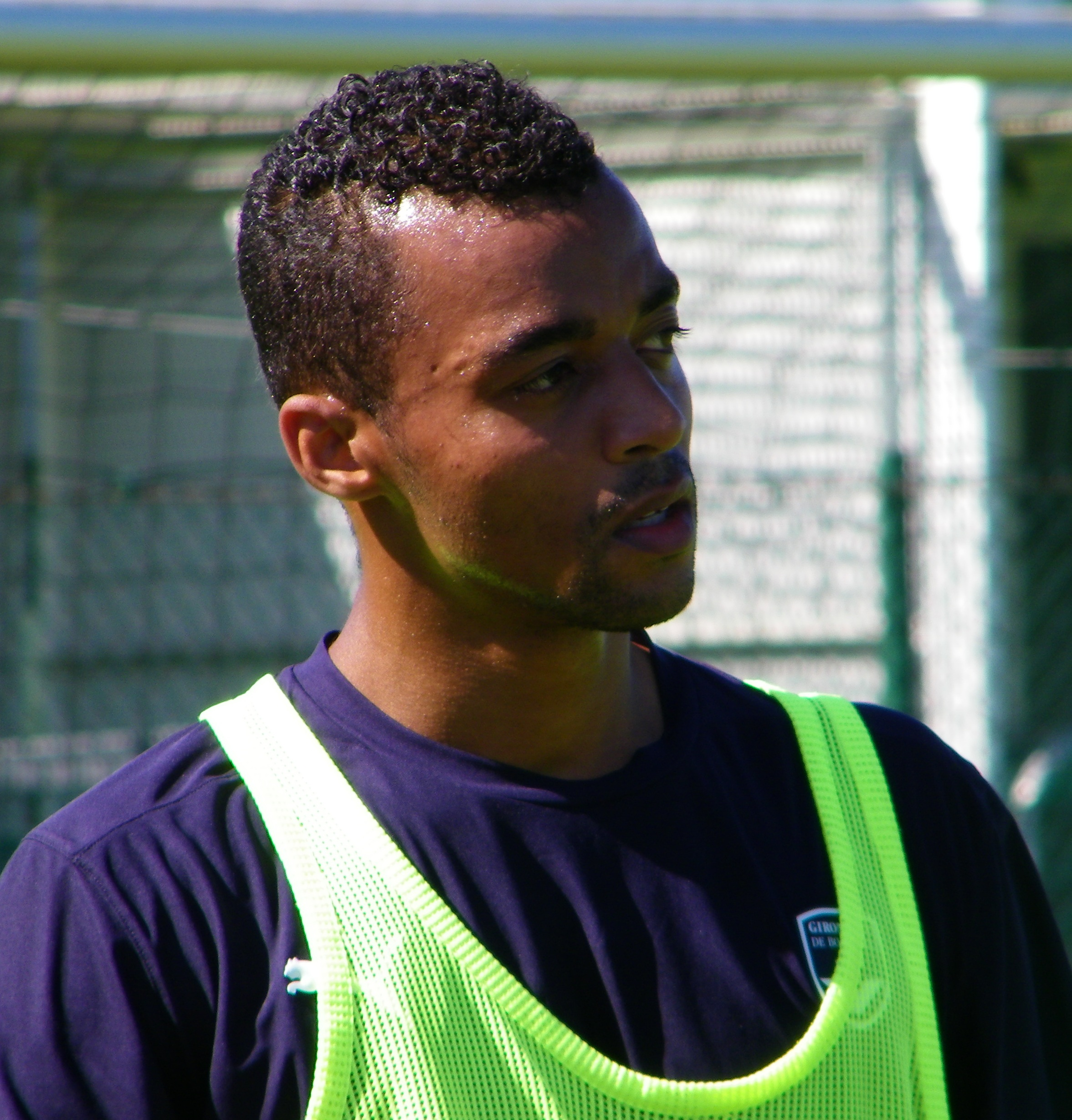
Bellion en 2009 avec Bordeaux.

Après de premiers contacts avec l'OGC Nice en août 2005, Bellion découvre la Ligue 1 en prêt en janvier 2006. Il s'impose comme un des cadres de l'équipe dirigée par Frédéric Antonetti. Il est acheté à la fin de cette saison et signe pour quatre ans chez les Aiglons. Une bonne première saison complète pour lui, néanmoins perturbée par les blessures.
En juillet 2007, il signe pour quatre ans avec les Girondins de Bordeaux. Les Bordelais, cherchant un remplaçant à Jean-Claude Darcheville, débourse 2 M€ pour s'attacher les services de l'ancien mancunien. Il est élu meilleur joueur de Ligue 1 dès le mois d'août. À l'automne 2007, il est présélectionné en équipe de France A. Ayant une double nationalité franco-sénégalaise, il peut choisir de jouer pour le Sénégal et est d'ailleurs contacté par Henryk Kasperczak pour rejoindre l'équipe nationale du Sénégal en novembre 2007. Il termine la saison avec 12 buts.
En 2008-2009, il peine à trouver une place de titulaire face au duo Chamakh-Cavenaghi. Il marque toutefois le but le plus rapide de l'histoire de la Coupe UEFA (11 secondes) contre Galatasaray à Istanbul (défaite 4-3).
En octobre 2009, il prolonge son contrat de trois ans, l'engageant jusqu'en 2014. Lors de la saison 2009-2010, Bellion et les autres attaquants bordelais subissent la révélation de Marouane Chamakh, titulaire à chaque match ou presque. L'ex-Mancunien ne dispute que 1 126 minutes en Ligue 1 pour trois buts marqués. Il revient quelques mois plus tard sur sa saison : « J'étais devenu bidon avec le manque de rythme. L’an passé, Bordeaux avait 13 joueurs et des remplaçants. Certains étaient en surchauffe, d’autres au frigo ».
Le 22 septembre 2010, en 16e de finale de Coupe de la Ligue face à Nancy (2-1), il marque son premier but en compétition officielle depuis décembre 2009. L’ancien Niçois déclare se sentir mieux depuis le départ de Chamakh à Arsenal. L’arrivée de Jean Tigana relance initialement sa carrière à Bordeaux avant qu'il ne le laisse sur le banc.

### Fin de carrière
Fin décembre 2010, manquant de temps de jeu, Bellion est prêté à l'OGC Nice pour six mois. Mi-janvier en Coupe de France contre Créteil, il joue son premier match depuis fin octobre. Mais il se blesse très vite et connaît des ennuis physiques pendant son prêt. Il ne marque pas le moindre but, au grand dam des supporters niçois.
Fin 2011, Bellion se remet d'une pubalgie une fois revenu à Bordeaux, en jouant beaucoup avec l'équipe réserve.
Sa saison 2012-2013 se résume à treize matches en Ligue 1 dont six en tant que titulaire, pour 537 minutes jouées, un but et un carton jaune. Le 2 février, David Bellion marque son unique but face à Valenciennes, son premier en championnat depuis 2009. Francis Gillot lui offre six rencontres dans cette compétition, pour un but contre Marítimo en novembre 2012. Bellion marque un but en deux matches de Coupe de France (115 minutes jouées), trophée qu’il ne remporte pas car n'étant pas dans le groupe pour la finale.
Lors de l'été 2013, Bellion fait un essai au Cosmos de New York qui n'aboutit pas. Lors de la saison 2013-2014, personnellement, il doit gérer le cancer du poumon de son beau-père, qui meurt en février, entre la France et l'Angleterre où il résidait. « Çà a été une période compliquée de ma vie, je n'étais pas bien à l'entraînement ». Il participe à deux matchs de Ligue Europa et entre en jeu à Raon-l'Étape en Coupe de France. Alors que les deux équipes se neutralisent, Bellion dévie un centre-tir de Landry N'Guemo et offre ainsi la qualification.
En fin de contrat avec les Girondins de Bordeaux, Bellion veut vivre à Paris ou à New York et déclare arrêter sa carrière s'il ne peut s'engager avec un club de ces villes. Il s'engage avec le Red Star en troisième division, qui l'a contacté durant la saison précédente. Il déclare venir pour « retrouver l'envie, le bonheur du jeu ». Malgré la défaite à l'extérieur (3-1 à Amiens), il marque son premier but lors de son premier match début août, son premier depuis un an. Recrue phare du mercato estival, Bellion est le meilleur buteur du club au tiers du championnat. Mais à partir de début mars, il n'est plus titulaire et entre peu en jeu, en raison de problèmes récurrents de l'oreille interne.

### Reconversion (depuis 2016)
À partir de la saison 2016-2017, David Bellion n'apparaît plus sur les terrains, considérant sa carrière en suspens. L'art, la musique, la mode sont des domaines dans lesquels il baigne et, après avoir découvert le Red Star et le projet porté par son président Patrice Haddad, Bellion officie comme « brand manager », un rôle de chargé du développement de la marque Red Star. Concrètement, il cherche à communiquer sur le club « de façon alternative, en créant un nouveau style » à partir de la gastronomie, la photographie, la musique ou le cinéma.

## Style de jeu
David Bellion préfère évoluer en soutien de l'attaquant. Il déclare en 2006 : « ma vitesse et ma percussion sont mes premières qualités ».

## Statistiques
| Saison                | Club                   | Championnat           | Championnat | Championnat | Coupe nationale | Coupe nationale | Coupe de la Ligue | Coupe de la Ligue | Supercoupe | Supercoupe | Compétition(s) continentale(s) | Compétition(s) continentale(s) | Compétition(s) continentale(s) | Total | Total |
| Saison                | Club                   | Division              | M.          | B.          | M.              | B.              | M.                | B.                | M.         | B.         | Comp.                          | M.                             | B.                             | M.    | B.    |
| 2001-2002             | Sunderland AFC         | Premier League        | 9           | -           | -               | -               | 1                 | -                 | -          | -          | -                              | -                              | -                              | 10    | 0     |
| 2002-2003             | Sunderland AFC         | Premier League        | 11          | 1           | 1               | -               | 2                 | -                 | -          | -          | -                              | -                              | -                              | 14    | 1     |
| Sous-total            | Sous-total             | Sous-total            | 20          | 1           | 1               | 0               | 3                 | 0                 | 0          | 0          | -                              | 0                              | 0                              | 24    | 1     |
| 2003-2004             | Manchester United      | Premier League        | 14          | 2           | 2               | -               | 2                 | 1                 | -          | -          | C1                             | 4                              | -                              | 22    | 3     |
| 2004-2005             | Manchester United      | Premier League        | 10          | 2           | 1               | -               | 3                 | 1                 | 1          | -          | C1                             | 3                              | 2                              | 18    | 5     |
| Sous-total            | Sous-total             | Sous-total            | 24          | 4           | 3               | 0               | 5                 | 2                 | 1          | 0          | -                              | 7                              | 2                              | 40    | 8     |
| 2005-2006             | West Ham United (prêt) | Premier League        | 8           | -           | -               | -               | 2                 | 1                 | -          | -          | -                              | -                              | -                              | 10    | 1     |
| 2006                  | OGC Nice (prêt)        | Ligue 1               | 15          | 5           | -               | -               | 3                 | 1                 | -          | -          | -                              | -                              | -                              | 18    | 6     |
| 2006-2007             | OGC Nice               | Ligue 1               | 30          | 7           | -               | -               | 1                 | -                 | -          | -          | -                              | -                              | -                              | 31    | 7     |
| Sous-total            | Sous-total             | Sous-total            | 45          | 12          | 0               | 0               | 4                 | 1                 | 0          | 0          | -                              | 0                              | 0                              | 49    | 13    |
| 2007-2008             | Girondins de Bordeaux  | Ligue 1               | 37          | 12          | 4               | 1               | 1                 | -                 | -          | -          | C3                             | 2                              | -                              | 44    | 13    |
| 2008-2009             | Girondins de Bordeaux  | Ligue 1               | 27          | 4           | 1               | -               | 4                 | 2                 | 1          | -          | C1+C3                          | 3+1                            | 0+1                            | 37    | 7     |
| 2009-2010             | Girondins de Bordeaux  | Ligue 1               | 20          | 3           | 3               | -               | 1                 | -                 | -          | -          | C1                             | 3                              | -                              | 27    | 3     |
| 2010-2011             | Girondins de Bordeaux  | Ligue 1               | 2           | -           | -               | -               | 2                 | 1                 | -          | -          | -                              | -                              | -                              | 4     | 1     |
| 2011                  | OGC Nice (prêt)        | Ligue 1               | 10          | -           | 5               | -               | -                 | -                 | -          | -          | -                              | -                              | -                              | 15    | 0     |
| 2011-2012             | Girondins de Bordeaux  | Ligue 1               | 12          | -           | 3               | -               | -                 | -                 | -          | -          | -                              | -                              | -                              | 15    | 0     |
| 2012-2013             | Girondins de Bordeaux  | Ligue 1               | 13          | 1           | 2               | 1               | 1                 | -                 | -          | -          | C3                             | 6                              | 1                              | 22    | 3     |
| 2013-2014             | Girondins de Bordeaux  | Ligue 1               | 3           | -           | 2               | -               | -                 | -                 | -          | -          | C3                             | 2                              | -                              | 7     | 0     |
| Sous-total            | Sous-total             | Sous-total            | 114         | 20          | 15              | 2               | 9                 | 3                 | 1          | 0          | -                              | 17                             | 2                              | 156   | 27    |
| 2014-2015             | Red Star FC            | National              | 29          | 8           | 4               | 1               | -                 | -                 | -          | -          | -                              | -                              | -                              | 33    | 9     |
| Total sur la carrière | Total sur la carrière  | Total sur la carrière | 250         | 45          | 28              | 3               | 23                | 7                 | 2          | 0          | -                              | 24                             | 4                              | 327   | 59    |

## Palmarès

### En club
- Champion de France en 2009 avec les Girondins de Bordeaux
- Vainqueur de la Coupe de la Ligue en 2009 avec les Girondins de Bordeaux
- Vainqueur du Trophée des champions en 2008 avec les Girondins de Bordeaux
- Finaliste de la Coupe de la Ligue en 2006 avec l'OGC Nice.

### Individuel
- Vainqueur du Trophée du joueur du mois UNFP en août 2007.